# Sŏn'gyo-guyŏk
Sŏn'gyo-guyŏk é uma das 19 regiões administrativas de Pyongyang, capital da Coreia do Norte.